# Seolganghwa
 (кореј. 설강화, срп. Снежна кап) јужнокорејска је телевизијска серија продукцијске куће JTBC, снимана 2021.

## Улоге
| Глумац:      | Улога:               |
| ------------ | -------------------- |
| Ђонг Хе-ин   | Им Су-хо / Ри Те-сан |
| Џису         | Ун Јонг-ро           |
| Ју Ин-на     | Канг Чунг-ја         |
| Ђанг Сунг-ђо | Ли Канг-му           |
| Јун Се-а     | Пи Сунг-хи           |
| Ким Хје-јун  | Ке Бун-ок            |
| Ђунг Ју-ђин  | Ђанг Хан-на          |